# Записки современника

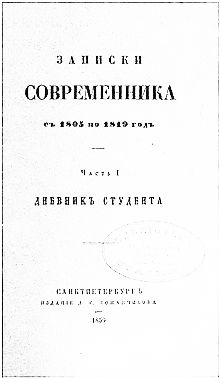
Дневник студента. Издание Кожанчикова, 1859 г.

«Записки современника» — дневники и письма московского чиновника и театрала Степана Жихарева (1787—1860) за 1805—1819 годы. Один из ценнейших источников о повседневной жизни дворянского общества того времени.
«Записки» не являются мемуарами; они были составлены как из дневниковых записей, так и из писем автора к его двоюродному брату князю Степану Степановичу Борятинскому (1789—1830), причём письма и дневники чередуются в хаотичном порядке. Данный факт придаёт уникальность «Запискам» в русской литературе. С. Борятинский условно поделил «Записки» на две части — «Дневник студента» (02.01.1805—30.07.1806) и «Дневник чиновника» (25.08.1806—31.05.1807 и 15.12.1809).
Наиболее ранняя часть записок Жихарева была обнародована ещё при жизни автора, в 1854-55 гг., в журнале М. П. Погодина «Москвитянин» и в «Отечественных записках». 

## История публикации
Традиционно принятому разделению «Записок современника» на две части добавляет условности тот факт, что по первоначальным планам С. Жихарева (это ясно следует из письма Погодина к Жихареву от 06.12.1854 г.) «Дневник студента» должен был закончиться записью от 25 ноября 1806 г., а «Дневник чиновника» начаться записью от 26 ноября 1806 г., но из-за конфликта с Погодиным печатание дневников в «Москвитянине» прекратилось на записи 30.07.1806 г., а возобновилось в «Отечественных записках» записью от 25.08.1806 г. уже как «Дневник чиновника».

В отдельном издании «Записок современника» (Часть 1. Дневник студента. СПб, 1859 г.) появилось предисловие «От издателя», где «издатель» — это сам Жихарев, который решил выпустить свои записки без имени автора: 
«Записки современника» остались после покойного князя Степана Степановича Борятинского в письмах к нему близкого его родственника С. П. Ж[ихаре]ва, с которым, несмотря на разность в летах и на обстоятельства, их разлучавшие, он соединен был, сверх из родства, искреннею и безусловною дружбою до самой своей кончины. Князь Борятинский ещё при жизни своей успел пересмотреть все эти письма и сделать им строгий разбор: из одних многое, до разным отношениям и уважениям, исключил, другие совсем уничтожил, остальные приведены им в периодический порядок двух «Дневников»: а) Студента, с 1805 по 1807 год, и б) Чиновника, с 1807 по 1819 год, к которым объяснения и замечания сделаны прежде князем, а впоследствии самим С. П. Ж[ихаревы]м. Эти «Дневники», кроме собственных приключений писавшего, заключают в себе живую панораму большей части тогдашних современных лиц и происшествий. Трудно настоящим образом судить о степени теперешней их занимательности, ибо самое занимательное в них большею частию уничтожено; но кажется, что и в настоящем виде они не лишены интереса, который, по мере продолжения «Записок», возрастает, точно так же как возрастает неопытный, откровенный и словоохотливый студент в наблюдательного и деятельного чиновника, познакомившегося короче с жизнью и ее превратностями.
Предисловие было написано в расчете на полное издание «Записок современника» (как сказано в предисловии, с 1805 по 1819 год); на самом деле печатный прижизненный текст «Записок» прервался на записи от 31 мая 1807 г., а рукопись до сих пор не обнаружена. Из дневников последующих лет сохранилась лишь единственная запись от 15.12.1809 г.

В «Отечественных записках» же прежде были изданы «Воспоминания старого театрала», основным материалом для которых послужил тогда еще не опубликованный «Дневник чиновника». В № 4 журнала за 1855 г. в предисловии издателя Краевского к «Дневнику чиновника» указано: 
«Дневник чиновника», который начинаем мы печатать с этой книжки и надеемся продолжать безостановочно в следующих, составляет, так сказать, вторую часть и продолжение «Дневника современника», которого первая часть, под названием «Дневника студента», печаталась в «Москвитянине» 1853 и 1854 годов. «Дневник студента» оканчивается определением автора на службу, почему и самое название этих почти поденных записок переменяется: они из дневника студента делаются дневником чиновника. Автор в прошлом году поместил в «Отечественных записках» статью «Воспоминания старого театрала», заимствованную большею частью из этого «Дневника чиновника», и потому читатели найдут в «Дневнике» многое из этих «Воспоминаний», только с большими подробностями».

## Содержание

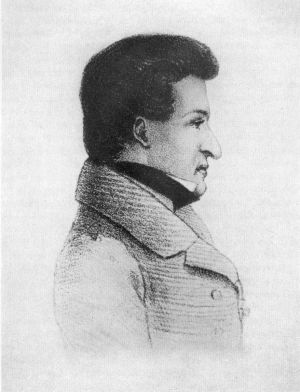
С. П. Жихарев, автор «Записок современника»

В «Записках современника» перед читателем развертывается широкая барская жизнь русского общества эпохи Александра I в виде живой и пёстрой панорамы, без обобщений и выводов, но как результат наблюдательности автора. Более всего ценен интимный материал для истории русской литературы и особенно русского театра, а также целая галерея портретов — и екатерининских ветеранов, и людей начала века — в различных сферах общества.
Жихарев особенно дорог театралам, ибо знал всех актёров своего времени; он ярко изображает жизнь сцены и кулис театральной эпохи во время перехода от классицизма к романтизму.

## Судьба неопубликованных тетрадей
«Записки современника» за 1809—1819 гг., известные его знакомым, опубликованы не были и их местонахождение остаётся не установленным. В частности, в письме к М. П. Погодину от 1 января 1853 г. Жихарев говорил, что в «Дневнике чиновника» особенно занимательны годы 1809 и 1812.
Учитывая круг знакомств С. П. Жихарева, масштаб событий, свидетелем которых был автор, и ту «панораму» жизни (по выражению самого автора), которая разворачивается на страницах его зарисовок, возможность поиска утраченных дневников писателя давно интригует историков. Поиск дневников ведётся по следующим направлениям:
- по линии жены (Ф. Д. Нечаевой) и детей писателя (очевидно, только по линии Варвары и Сергея).
- по линии двоюродного брата С. С. Борятинского и его пасынка Василия Николаевича Бензенгра, владевших рукописью Жихарева.
- М. И. Пыляев вспоминает, что в его присутствии Жихарев в 1860 г. передал несколько больших тетрадей «какой-то княгине Гагариной»[2].
- артистка А. И. Шуберт (рожд. Куликова, близкий друг A. Ф. Писемского) утверждает, что тотчас после смерти Жихарева к нему на квартиру приехал сам министр императорского двора B. Ф. Адлерберг, в семье которого Жихарев был «свой человек», и «забрал все его бумаги»[3].
- в архивах периодических изданий (литературных и театральных журналов) XIX века.